# Гари Кейхил
Гари Джеймс Кейхил (на английски: Gary James Cahill; роден 19 декември 1985 Шефилд, Англия) е бивш английски футболист, централен защитник. Освен централен защитник, поради своята скорост, той може да бъде използван като краен бранител и дефанзивен полузащитник.
Кейхил започва своята кариера в академията на Дронфилд. През 2000 година преминава в академията на Астън Вила. През сезон 2004-05 той е пратен в Бърнли под наем до края на сезона, където бива избран и за играч на сезона. По-късно преминава в Шефилд Юнайтед за 3 месеца под наем. На 30 януари 2008 г. е от закупен от Болтън за £5 млн. където става и втори капитан. През януари 2012 г. Болтън приема офертата на Челси на стойност £7 млн. и той преминава в лондоския клуб.
Кейхил е и национал на Англия. Той има правото да избира между Англия и Република Ирландия, избира Англия. На 7 февурари 2007 г. преви дебют в състава до 21 г. На 4 юни 2009 получава повиквателна за първи отбор. Въпреки това прави дебютът си на 3 септември 2010 срещу България като смяна.

## Кариера
Кейхил започва кариерата си в Дронфилд на 15 г. По време на престоя си там е попаднал в полезрението на много отбори, сред които са Барнзли, Шефилд Уендзди, Дарби Каунти и Астън Вила, като преминава в академията на бирмингамци.

### Астън Вила
През 2004 г. Кейхил подписва професионален договор с Астън Вила. През зимния трансферен прозорец е пратен под наем до края на сезона в Бърнли, където записва 27 мача, 1 гол и бива избран за играч на сезона.
Дебюта си, за първия състав на Астън Вила, Кейхил прави, като смяна в мача срещу Арсенал загубен с 5:0, а първия си мач като титуляр за бирмингамци – на 9 април 2006 г. срещу Уест Бромич. Една седмица по-късно на 16 април отбелязва и първия си гол в дербито срещу Бирмингам.
На 19 септември 2007 Кейхил преминава под наем в Шефилд Юнайтед. Дебют прави в мача срещу Кристал Палас загубен с 3:2. Първия си гол отбелязва срещу Стоук Сити на 10 ноември. През декември се завръща на Вила Парк, записал 16 мача и 2 гола за остриетата.

### Болтън
На 30 януари 2008 г. Кейхил подписва договор с Болтън за 3 години и половина. На 2 февруари 2008 г., той прави своя дебют срещу Рединг. Много бързо се превръща в твърд титуляр и в края на сезона бива избран за „Най-добър новодошъл играч“. На 5 октомври 2008 Кейхил отбелязва и първия си гол за Уондърърс срещу отбора на Уест Хям. През 2009 футболистът подновява договора си за още 3 години. На 30 декември 2011 г. мениджърът на Болтън, Оуен Койл обявява, че са приели офертата на Челси за Кейхил на стойност £7 млн., остава само играчът да договори личните си условия.

### Челси
На 16 януари 2012, повече от 2 седмици след като двата клуба се догорят за цената на играча, Кейхил подписва с Челси. В лондоския клуб клуб футболистът получава номер 24.

## Статистика
| Отбор                 | Сезон        | Първенство | Първенство | Първенство | Купи1   | Купи1  | Купи1      | Европейски клубни турнири | Европейски клубни турнири | Европейски клубни турнири | Общо    | Общо   | Общо       |
| Отбор                 | Сезон        | Участия    | Голове     | Асистенции | Участия | Голове | Асистенции | Участия                   | Голове                    | Асистенции                | Участия | Голове | Асистенции |
| --------------------- | ------------ | ---------- | ---------- | ---------- | ------- | ------ | ---------- | ------------------------- | ------------------------- | ------------------------- | ------- | ------ | ---------- |
| Бърнли (наем)         | 2004-05      | 27         | 1          | 0          | 5       | 0      | 0          | 0                         | 0                         | 0                         | 32      | 1      | 0          |
| Общо                  | Общо         | 27         | 1          | 0          | 5       | 0      | 0          | 0                         | 0                         | 0                         | 32      | 1      | 0          |
| Астън Вила            |              |            |            |            |         |        |            |                           |                           |                           |         |        |            |
| 2005-06               | 7            | 1          | 1          | 1          | 0       | 0      | 0          | 0                         | 0                         | 8                         | 1       | 1      |            |
| 2006-07               | 20           | 0          | 0          | 1          | 0       | 1      | 0          | 0                         | 0                         | 21                        | 0       | 1      |            |
| 2007-08               | 1            | 0          | 0          | 0          | 0       | 0      | 0          | 0                         | 0                         | 1                         | 0       | 0      |            |
| Общо                  | Общо         | 28         | 1          | 1          | 2       | 0      | 1          | 0                         | 0                         | 0                         | 30      | 1      | 2          |
| Шефилд Юнайтед (наем) | 2007-08      | 16         | 2          | 0          | 0       | 0      | 0          | 0                         | 0                         | 0                         | 16      | 2      | 0          |
| Общо                  | Общо         | 16         | 2          | 0          | 0       | 0      | 0          | 0                         | 0                         | 0                         | 16      | 2      | 0          |
| Болтън                |              |            |            |            |         |        |            |                           |                           |                           |         |        |            |
| 2007-08               | 13           | 0          | 1          | 0          | 0       | 0      | 4          | 0                         | 0                         | 17                        | 0       | 1      |            |
| 2008-09               | 33           | 3          | 4          | 1          | 0       | 0      | 0          | 0                         | 0                         | 34                        | 3       | 4      |            |
| 2009-10               | 29           | 5          | 2          | 5          | 2       | 0      | 0          | 0                         | 0                         | 34                        | 7       | 2      |            |
| 2010-11               | 36           | 3          | 0          | 5          | 0       | 0      | 0          | 0                         | 0                         | 41                        | 3       | 0      |            |
| 2011-12               | 19           | 2          | 0          | 2          | 0       | 0      | 0          | 0                         | 0                         | 21                        | 2       | 0      |            |
| Общо                  | Общо         | 130        | 13         | 7          | 13      | 2      | 0          | 4                         | 0                         | 0                         | 147     | 15     | 7          |
| Челси                 |              |            |            |            |         |        |            |                           |                           |                           |         |        |            |
| 2011-12               | 0            | 0          | 0          | 0          | 0       | 0      | 0          | 0                         | 0                         | 0                         | 0       | 0      |            |
| Общо                  | Общо         | 0          | 0          | 0          | 0       | 0      | 0          | 0                         | 0                         | 0                         | 0       | 0      | 0          |
| Кариера Общо          | Кариера Общо | 201        | 17         | 8          | 20      | 2      | 1          | 4                         | 0                         | 0                         | 225     | 19     | 9          |

1 включва ФА Къп, Карлинг Къп и Къмюнити Шийлд.